# 荣博
荣博（英語：Rong Schafer，1985年10月6日—），中國北京出生，原中國女子羽毛球運動員，其後移居美國，並代表美國國家隊出賽。

## 簡歷
2009年10月，荣博代表北京參加中華人民共和國第十一屆全運會羽毛球女子單打比賽，在第一轮比赛就以0比2（11-21、14-21）不敵江苏的小将王適嫻出局。
2010年，荣博跟在丹麥打球時結識的美國人尼克·謝弗（Nick Schafer）一同移居美國；二人在2012年結婚。婚後，荣博在旧金山一間羽毛球俱樂部擔任教練，並以球員身分參加一些較低級別的國際賽事。她在2014年2月正式成為美國公民，將符合資格代表美國參加奧運會及世錦賽等賽事。
2014年8月，荣博參加智利羽毛球國際賽，贏得女子單打冠軍。
2015年8月，荣博參加印尼雅加達舉行的世界羽毛球錦標賽，出戰女子單打項目。她在首圈以2-1反勝西班牙選手比阿特丽斯·科拉莱斯晉級，但在第二圈就以1比2（13-21、21-16、11-21）不敵12號種子、加拿大的李文珊出局。

## 主要比賽成績
只列出曾進入準決賽的國際賽事成績：
| 年份   | 賽事                         | 公開賽級別 | 項目     | 搭檔        | 成績   |
| ------ | ---------------------------- | ---------- | -------- | ----------- | ------ |
| 2009年 | 愛沙尼亞羽毛球國際賽         | 國際系列賽 | 女子雙打 | 蔡佳妮      | 冠軍   |
| 2009年 | 愛爾蘭羽毛球國際賽           | 國際挑戰賽 | 女子單打 | －          | 準決賽 |
| 2014年 | 秘魯羽毛球國際賽             | 國際挑戰賽 | 女子單打 | －          | 準決賽 |
| 2014年 | 南方共同市場羽毛球國際賽     | 國際系列賽 | 女子單打 | －          | 亞軍   |
| 2014年 | 南方共同市場羽毛球國際賽     | 國際系列賽 | 混合雙打 | 索伦·托夫特 | 冠軍   |
| 2014年 | 阿根廷羽毛球國際賽           | 國際系列賽 | 女子單打 | －          | 亞軍   |
| 2014年 | 阿根廷羽毛球國際賽           | 國際系列賽 | 混合雙打 | 索伦·托夫特 | 準決賽 |
| 2014年 | 智利羽毛球國際賽             | 國際系列賽 | 女子單打 | －          | 冠軍   |
| 2015年 | 南方共同市場羽毛球國際挑戰賽 | 國際挑戰賽 | 女子單打 | －          | 冠軍   |
| 2015年 | 秘魯羽毛球國際賽             | 國際挑戰賽 | 女子單打 | －          | 冠軍   |
| 2015年 | 白夜羽毛球賽                 | 國際挑戰賽 | 女子單打 | －          | 亞軍   |
| 2015年 | 危地馬拉羽毛球國際賽         | 國際挑戰賽 | 女子單打 | －          | 冠軍   |
| 2015年 | 比利時羽毛球國際賽           | 國際挑戰賽 | 女子單打 | －          | 準決賽 |
| 2015年 | 智利羽毛球國際挑戰賽         | 國際挑戰賽 | 女子單打 | －          | 準決賽 |

| 2007-2017年 | 首要超級賽 | 超級賽 | 黃金大獎賽 | 大獎賽 | 國際挑戰賽 | 國際系列賽 | 未來系列賽 | 其他 |

| 2018-2026年 | 總決賽 | 超級1000賽 | 超級750賽 | 超級500賽 | 超級300賽 | 超級100賽 | 國際挑戰賽 | 國際系列賽 | 未來系列賽 | 其他 |

### 奧運會和世錦賽參賽紀錄
|          | 2015 |
| -------- | ---- |
| 女子單打 | 32強 |